# NGC 207
NGC 207은 지구에서 약 1억 7,800만 광년 떨어져 있으며, 고래자리에 위치한 나선 은하이다. 1857년 12월 7일, 천문학자 R. J. Mitchell에 의해 발견되었다.

## 같이 보기
- NGC 1 ~ 999 목록